# Ferdinand Ludwig von der Schulenburg-Oeynhausen
Graf Ferdinand Ludwig von Oeynhausen (* 1699; † 16. Februar 1754 in Wien) war kaiserlicher General-Feldzeugmeister und Stifter der Linie „Schulenburg-Oeynhausen“.

## Herkunft
Er war der Sohn des hannoverschen Oberjägermeisters Graf Raban Christoph von Oeynhausen († 1749) und dessen Ehefrau die Freiin Sophia Juliana von der Schulenburg (1668–1753), Tochter von Gustav Adolf von der Schulenburg. Der k.k. Generalfeldwachtmeister Johann Georg Moritz von Oeynhausen (1697–1764) war sein Bruder.

## Leben
Durch seinen Onkel mütterlicherseits, den venezianischen Feldmarschall Matthias Johann von der Schulenburg kam er jung in venetianische Dienste. Während des Venezianisch-Österreichischen Türkenkrieges nahm er 1716 zusammen mit seinem Onkel an der Verteidigung von Korfu teil. Dort fiel er durch seine Tapferkeit auf und erhielt durch Vermittlung des Prinzen Eugen eine Anstellung als Offizier im österreichischen Infanterie-Regiment (Graf Traun). Mit dem Regiment kämpfte er im Feldzug von 1719 in Sizilien gegen die Spanier in der Schlacht bei Francavilla und der Belagerung von Messina.
Der Feldmarschall gestattete 1724 Oeynhausen den Namen Schulenburg-Oeynhausen zu nutzen und bedachte ihn später (1740) auch in seinem Testament mit einer jährlichen Rente von 3500 Gulden. Auch der Graf Traun war von dem jungen Mann beeindruckt und so stieg er schnell auf und wurde bereits 1733 Oberst im Regiment.
1734 kämpfte er im Polnischen Erbfolgekrieg in Italien und geriet nach der Schlacht von Bitonto (25. Mai 1734) in Gefangenschaft. Nach seiner Auswechselung kämpfte er aber schon am 29. Juni 1734 in der Schlacht bei Parma. Er wurde am 30. März 1735 Generalwachtmeister und erhielt das Infanterieregiment No. 21. Am 19. Februar 1736 wurde er auch noch wirklicher Kämmerer.
Im 7. Türkenkrieg kommandierte er eine Brigade, zeichnete sich in der Schlacht bei Grocka aus und wurde am 18. August 1739 zum Feldmarschall-Lieutenant befördert. Er kehrte nach Wien zurück und heiratete dort. Als der Österreichische Erbfolgekrieg kehrte er nach Italien zurück. Er hatte von der Kaiserin Maria Theresia den Auftrag erhalten den König von Sardinien als Bundesgenossen zu gewinnen. Er brachte den sogenannten Provisional-Tractat zu Stande, welchen er mit dem sardinischen Minister, dem Marquis d’Ormea, am 1. Februar 1742 unterzeichnete. Infolgedessen erklärte Sardinien Spanien den Krieg. Oeynhausen kam zum Korps Traun nach Modena. 1743 zeichnete er sich in der Schlacht bei Camposanto aus, dort kommandierte er den rechten Flügel. Anschließend wurde er nach Deutschland kommandiert, wo er zuerst im Elsass gegen die Franzosen und dann im Herbst in Böhmen gegen die Preußen kämpfte. In Böhmen erhielt er ein Korps von 17 Kompanien Grenadiere, 2000 Füsiliere und 800 Reiter, um einen Weg über die Elbe zu erzwingen. Ein erster Versuch bei 15. November bei Przelantsch schlug fehl. Am 19. November gelang der Übergang bei Teltschitz, was der preußische Oberstleutnant Wedel mit nur 400 Mann lange verhindern konnten. Durch den Übergang war die Lage der Preußen in Böhmen unhaltbar und man musste sich schneller als geplant zurückziehen.
Im Jahr 1745 wurde er wieder nach Italien versetzt. Dort wurde er am 13. Juli 1745 zum Feldzeugmeister ernannt und übernahm vom Fürsten Lobkowitz das Kommando über die österreichischen Truppen. Dort kämpfte er anschließend mit dem sardinischen König Karl Emanuel III. gegen die Spanier. Aber auch Oeynhausen wurde von den Spaniern weiter zurückgedrängt. Die Armee von Oeynhausen und Karl Emanuel mussten sich im September trennen, da keine ausreichenden Kräfte mehr vorhanden waren. Oeynhausen konzentrierte sich danach auf die Lombardei. Die Schwäche nutzen die Spanier und schlugen die Sarden am 27. September 1745 bei Bassignano. Die Hilfe der Österreicher kam zu spät, daraufhin wurde Oeynhausen nach Wien zurück beordert und durch Fürst Wenzel von Liechtenstein ersetzt. Aber schon 1746 kehrte er nach Italien zurück. Oeynhausen hatte die Aufgabe Genua zu erobern, was aber fehlschlug. Er wurde daraufhin wieder nach Wien zurückgerufen. Oeynhausen erhielt nun keine Feldverwendung mehr und zog sich nach Graz zurück.
1753 konvertierte er zum Katholizismus und starb am 16. Februar 1754 in Wien an den Spätfolgen eines Sturzes mit dem Pferd auf dem Vormarsch nach Genua. Es wurde in der Schottenkirche beigesetzt.

## Familie
Oeynhausen heiratete am 10. Oktober 1740 in Wien die Gräfin Maria Anna von Kottulinsky (1707–1788), Witwe des Fürsten Josef Johann Adam von Liechtenstein, gegen die Willen aller Verwandten. Das Paar hatte zwei Kinder:
- Ferdinand Ludwig (* 1745; † 30. März 1824), Kurpfälzischer Oberst[3][4] ⚭ 1797 Marie Françoise de Vincens, Comtesse de Causans[5]
- Antoinette (* 18. Mai 1747; † 10. August 1812)

⚭ 1767 Graf Franz de Paula Josef von Daun († 1785), Feldmarschalleutnant
⚭ 1788 Graf August Anton von Attems (* 1752; † 1837)
Die Witwe kaufte 1769 die Güter Ober-Waltersdorf und Tribuswinkel in Niederösterreich und errichtete für ihren Sohn einen Fideikommiss.